# Kalliguddi, Gokak
Kalliguddi là một làng thuộc tehsil Gokak, huyện Belgaum, bang Karnataka, Ấn Độ.